# Highland, Kansas
Highland är en ort i Doniphan County i delstaten Kansas. Orten har fått sitt namn efter Highland, Illinois. Enligt 2020 års folkräkning hade Highland 903 invånare.